# Zeeburg (Guyana)
Zeeburg is een plaats aan de Atlantische kust van Guyana in de regio Essequibo Islands-West Demerara. Het dorp Zeeburg is gesticht in de toenmalige Nederlandse kolonie Essequebo en Demerary. Ten oosten van Zeeburg ligt DeGroot en Klyn en ten westen De Willem. In het zuiden zijn er suikerrietvelden.
De meerderheid van de bevolking in Zeeburg is van Indiase afkomst. Zij zijn afstammelingen van contractarbeiders die werkten op suikerrietplantages.
In Zeeburg bevindt zich een middelbare school. Iedere zaterdag is er een markt.
Forteiland · Goed Fortuin · Leonora · Met-en-Meerzorg · Parika · Tuschen · Uitvlugt · Vreed en Hoop · Wakenaam · Windsor Forest · Zeeburg